# André Berthier (architecte)
 (août 2016).
Si vous disposez d'ouvrages ou d'articles de référence ou si vous connaissez des sites web de qualité traitant du thème abordé ici, merci de compléter l'article en donnant les références utiles à sa vérifiabilité et en les liant à la section « Notes et références ».
Pour les articles homonymes, voir Berthier.
André Berthier, né le 25 juillet 1811 à Charolles en Saône-et-Loire, et mort le 14 avril 1873 à Mâcon, est un architecte français.

## Biographie
Il est élève de l'École nationale supérieure des beaux-arts et d'Henri Labrouste. Il est architecte départemental en Saône-et-Loire de 1850 à 1862. Le 10 avril 1855 Berthier est nommé architecte diocésain d'Autun, succédant à Louis Dupasquier, poste dont il démissionne le 31 décembre 1857.
Il est notamment l'auteur de la prison circulaire d'Autun (1855), seul exemple français de ce type d'architecture carcérale, de la chapelle de l'asile départemental de Mâcon (1853) et de l'asile Napoléon (1857) dans la même ville.
Il réalisa l'église Saint-Pierre de Mâcon entre 1859 et 1865.
On lui doit également la construction ou reconstruction (totale ou partielle) de nombreuses églises du diocèse d'Autun, entre autres celles de Pressy-sous-Dondin et Saint-Bonnet-de-Joux.
Lui a également été confiée la construction, en 1846, du bâtiment devant abriter les halles et la « maison commune » de Joncy.